# Uranotaenia mathesoni
Uranotaenia mathesoni är en tvåvingeart som beskrevs av Lane 1943. Uranotaenia mathesoni ingår i släktet Uranotaenia och familjen stickmyggor. Inga underarter finns listade i Catalogue of Life.